# Procyon lotor minor
Ракун гваделупський (Procyon lotor minor)  — підвид ракуна, ендемік двох дрібних островів Бас-Тер і Гран-Тер біля узбережжя Гваделупи з групи Малі Антильські острови.

## Опис
Порівняно зі звичайним ракуном  — гваделупський менший. Хутро  — темно-сіре з легким охристим відтінком на шиї та плечах.

## Охорона
У 1996, ракун гваделупський був класифікований як вид під загрозою зникнення, тому що його популяція становила менш ніж 2,500 зрілих індивідуумів і продовжує знижуватися. Його маленький ареал вказує, що гваделупський ракун ймовірно ніколи не був численний, також як чотири інші острівні види.
Ракун гваделупський потерпає через зникнення мангрових і тропічних лісів. До того ж все ще переслідується острів'янами для їжі.